# Domenico Corri
Domenico Corri (4. října 1746 Řím – 22. května 1825 Londýn) byl italský hudební skladatel, impresário, hudební vydavatel a učitel zpěvu.

## Život
Hudební vzdělání, zejména ve zpěvu, získal u Nicola Antonia Porpory v Neapoli. V roce 1781 se přestěhoval do Skotska, kde dosáhl velkého úspěchu jako zpěvák a učitel zpěvu, zejména v Edinburghu. Brzy se ocitl ve vedení Královského divadla v Edinburghu a organizoval koncerty pro edinburskou uměleckou elitu. Přesto jeho pokusy prosadit se v operním světě vyzněly naprázdno.
V roce 1770 se po premiéře své opery La Raminga Fedele setkal v Římě s Edwardem Burneym, který mu pomohl získat oporu v Británii. Kolem roku 1790 se přestěhoval do Londýna a začal vydávat vokální skladby v Soho. Spolu se svým synem Johnem Corrim a hudebníkem Jamesem Sutherlandem otevřel hudební vydavatelství s pobočkami v Londýně a Edinburghu. Vydavatelství však po Sutherlandově smrti v roce 1790 muselo ukončit činnost. 
V roce 1794 jej Corri na krátkou dobu oživil spolu se svým zetěm, českým klavíristou Janem Ladislavem Dusíkem. Nakladatelství však po krátké době zkrachovalo. Dusík, jehož manželka Sophia Dusseková nedlouho předtím porodila jejich dceru Olivii Franciscu, uprchl z Londýna do Hamburku a Domenico byl vzat do vazby.
Nach seiner Haftentlassung war Corri außerdem noch Manager der Vauxhall Gardens in London; 1806 schrieb er seine erfolgreichste Oper The Travellers: Von 1820 an verschlimmerte sich sein Zustand unaufhaltsam bis zu seinem Tod.
Významný je také jeho pokus o nové řešení hudebního aranžmá, kterým se zabývá zejména ve svém díle A select Collection of the most admired songs, duetts etc.
Čtyři z jeho dětí se později také vydaly na hudební dráhu: Sophia Giustina Corriová ( 1775), později se provdala za Jana Ladislava Dusíka a ve druhém manželství za violistu Johna Alvise Moralta, Philip Anthony Corri (kolem 1784–1832), Montague Corri (kolem 1784–1749) a Haydn Corri (1785–1860).

## Publikace
- Kompletní hudební gramatika, 1787.
- Hudební slovník, 1798.
- The Art of Fingering, 1799.
- The Singer's Preceptor, nebo Corriho pojednání o vokální hudbě. Londýn: Chappell, 1810 nebo 1811.
- Výběrová sbírka nejobdivovanějších písní, duetů atd.

## Skladby
- La Raminga Fedele, 1770
- Alessandro nell'Indie, 1774
- La Betulia liberata, 1774
- The Cabinet, (Londýn 1802)
- The Travellers, or Music's Fascination, Theatre Royal Drury Lane, 22. ledna 1806